# ويليام هنري إدواردز (كاتب)
ويليام هنري إدواردز (بالإنجليزية: William Henry Edwards)‏ هو عالم حيوانات وعالم بقشريات الأجنحة وكاتب أمريكي، ولد في 15 مارس 1822 في مقاطعة غرين في الولايات المتحدة، وتوفي في 4 أبريل 1909 في فيرجينيا الغربية في الولايات المتحدة.